# Janet Simpson
Janet Mary Simpson (Barnet, 2 de setembro de 1944 – 14 de março de 2010) foi uma atleta britânica que competiu em provas de velocidade e nos 400 metros.